# Лучинське (Дмитровський міський округ)
Лучи́нське (рос. Лучинское) — присілок у складі Дмитровського міського округу Московської області, Росія.

## Населення
Населення — 132 особи (2010; 133 у 2002).
Національний склад (станом на 2002 рік):
- росіяни — 99 %